# 이솔라델질리오
이솔라델질리오(이탈리아어: Isola del Giglio; 한국어: 질리오섬)는 이탈리아 토스카나주 그로세토도 해안가에서 떨어진 티레니아해에 있는 섬이자 코무네다. 질리오 섬은 토스카나 제도 국립 공원 내부에 있는 토스카나 제도를 형성하는 7개의 섬 중 한 곳이다. 질리오는 이탈리아어로 백합이라는 뜻이며, 메디치 가의 피렌체 휘장과 관련하여 일관성이 있을거 같지만, 그리스어로 작은 염소(고대 그리스어: 아이길리온, Αιγύλλιον)를 라틴어로 음역한 아이길리움(염소의 섬)에서 전래되었다.

## 역사
질리오 섬은 대략 450만년에서 500만년 전에 생성되었고, 구석기 시대 이후로 사람이 거주했다. 이후 에트루리아인들의 군사 요새였을 것으로 추정된다. 로마의 지배 시기에는 아이길리움 인술라(Aegilium Insula) 또는 이길리아 인술라(Igillia Insula)라는 이름의 티레니아 해 지역 중요 거점이였다. 율리우스 카이사르가 《내란기》에 소 플리니우스, 폼포니우스 멜라등이 이곳을 언급한 봐 있으며, 서기 5세기의 시인 루틸리우스 클라우디우스 나마티아누스는 이길리움의 게타이족의 성공적인 격퇴와 로마의 항구에 대한 수비를 기린바가 있으며, 당시에 이길리움의 비탈면은 빽빽한 숲으로 뒤덮여 있었다.
805년, 샤를마뉴가 로마에 있는 트레 폰타네 수도원에 이곳을 기증하였고, 이후 알도브란데스키, 판노키에스키 가문, 카에타니, 오르시니 가문 그리고 페루자의 소유가 되기도 하였다. 1241년, 프리드리히 2세의 시칠리아 함대가 제노바 공화국의 함대를 전멸시킨바가 있다. 1264년 이후로 피사의 지배를 받았으며, 그후에 메디치 가문의 소유가 되었다. 사라센인들의 몇 차례 침입으로 피해를 입다가 1799년에 들어서야 침입이 끝났다.
1646년 6월 14일, 프랑스의 대제독인 장 아르망 드 마이에-브레제가 이솔라델질리오 전투라고도 알려진 오르베텔로 전투에서 사망하였다.
질리오 섬은 역사내내 광물로 유명하였고, 로마 시대의 많은 기둥들과 건물들이 질리오 섬의 화강암으로 지어졌다.

## 같이 보기
- 토스카나 제도